# BRIsat
BRIsat — геостационарный спутник связи, принадлежащий индонезийскому банку Bank Rakyat Indonesia (BRI). Это первый в мире спутник, принадлежащий банку, он предназначен для защищённой связи между его филиалами.
Спутник располагается на орбитальной позиции 150,5° восточной долготы.
Запущен 18 июня 2016 года, совместно со спутником EchoStar 18, ракетой-носителем Ариан-5.

## Аппарат
Построен на базе космической платформы SSL-1300 компанией Space Systems/Loral. Электроснабжение обеспечивают два крыла солнечных батарей и аккумуляторные батареи. Мощность спутника — 9,5 кВт. Двигательная установка включает основной (апогейный) двигатель и систему гидразиновых двигателей малой тяги для орбитального маневрирования. Ожидаемый срок службы — более 15 лет. Стартовая масса спутника составляет 3540 кг.

### Транспондеры
На спутник установлены 9 транспондеров Ku-диапазона и 36 транспондеров C-диапазона.

### Покрытие
Спутник BRIsat обеспечивает связь повышенной защиты между 10 600 филиалами, 236 939 рабочими терминалами и 53 миллионами клиентов банка по всему Индонезийскому архипелагу.

## Запуск
Оператор запуска спутника, компания Arianespace, сообщила, что этот запуск является рекордным для ракеты-носителя Ариан-5 по выводимой на геостационарную орбиту полезной нагрузке. Вместе со спутником EchoStar 18, вес двух спутников при запуске составил 9840 кг, а с добавлением веса адаптеров полезной нагрузки ACU и Sylda 5 — 10 731 кг.
Запуск, запланированный на 8 июня 2016 года, был отложен за сутки до старта из-за выявления неполадок топливной магистрали, через которую в верхнюю ступень ракеты-носителя перед запуском закачивают криогенное топливо из наземных цистерн.
Повторная попытка запуска, изначально назначенная на 16 июня была отложена ещё на сутки, для завершения работ по замене и настройке оборудования стартовой площадки. Спустя сутки, 17 июня, старт был прерван из-за неудовлетворительных метеоусловий (сильный ветер на больших высотах).
Запуск ракеты-носителя Ариан-5 состоялся 18 июня 2016 года в 21:38 UTC со стартового комплекса ELA-3 на космодроме Куру. Спустя 42 минуты после запуска, спутник BRIsat был выведен на геопереходную орбиту с показателями 263 × 35 758 км, наклонение 5,97°.